# Stefan Hofmann (Sportfunktionär)
Stefan Hofmann (* 14. Juni 1963 in Guntersblum) ist ein deutscher Fußballlehrer und Sportfunktionär. Seit Januar 2018 ist er Vereins- und Vorstandsvorsitzender des Sportvereins 1. FSV Mainz 05.

## Werdegang
Hofmann war in der Saison 2003/04 kurzzeitig Trainer der Südwest-Oberligisten Hassia Bingen und Eintracht Bad Kreuznach. Im Jahre 2005 schloss sich der Fußballlehrer dem 1. FSV Mainz 05 an. Hier trainierte er unter anderem die B- und die A-Jugendmannschaften des Vereins und war über zehn Jahre lang bis Sommer 2017 Sportlicher Leiter des Nachwuchsleistungszentrums.
Nach dem Rücktritt von Johannes Kaluza wurde Hofmann von einer außerordentlichen Mitgliederversammlung im Januar 2018 zum Vereins- und Vorstandsvorsitzenden von Mainz 05 gewählt. Seine hauptberufliche Tätigkeit als Referatsleiter im rheinland-pfälzischen Ministerium für Wissenschaft, Weiterbildung und Kultur führte er zunächst in Teilzeit weiter und erhielt eine entsprechende Aufwandsentschädigung von Mainz 05. Seit 1. Mai 2022 ist er beurlaubt und bei Mainz 05 vollzeitbeschäftigt. Er ist auch Vorsitzender des karitativen Vereins Mainz 05 hilft, der organisatorisch von den Verantwortlichen des 1. FSV Mainz 05 geführt wird. Er wurde im Dezember 2022 als Vertreter der DFL in den Vorstand des Deutschen Fußball-Bundes berufen.
Hofmann ist verheiratet, hat zwei Kinder und lebt im rheinhessischen Schornsheim.